# Bertie the Brain
Vous lisez un « bon article » labellisé en 2016.
Bertie the Brain, parfois simplement appelé Bertie, est l'un des premiers jeux de l'histoire du jeu vidéo et le premier jeu sur ordinateur. C’est également le nom de l’ordinateur sur lequel fonctionne le jeu, une machine imposante de quatre mètres de haut fabriquée à Toronto par Josef Kates en 1950 pour le compte de Rogers Majestic à l'occasion de l'Exposition nationale canadienne. Il permet de jouer au tic-tac-toe contre l'intelligence artificielle de l’ordinateur qui propose plusieurs niveaux de difficulté. Le joueur choisit la position de son prochain coup sur une grille de trois cases par trois. Après deux semaines de démonstration dans le cadre de l’exposition, l’ordinateur est démonté, tombe dans l’oubli et reste considéré comme une simple curiosité.
Kates construit Bertie the Brain dans le but de présenter le tube Additron, une version miniaturisée des tubes électroniques à l'époque utilisés pour la fabrication des ordinateurs. Des brevets de licence empêchent cependant l'utilisation du tube Additron dans d'autres ordinateurs jusqu'à ce que la technologie du tube soit rendue obsolète par l'utilisation des transistors. Bertie the Brain apparaît seulement trois ans après l'invention du Cathode-ray tube amusement device en 1947, le plus ancien jeu électronique interactif connu à utiliser un affichage électronique. Il est donc un candidat logique au titre de premier jeu vidéo de l'histoire puisqu'il est le premier à proposer un affichage visuel. Il utilise pour cela un système d'ampoules plutôt qu'un écran, ce qui ne lui permet pas d'afficher des graphismes en temps réel et l'exclut donc de certaines définitions du jeu vidéo.

## Histoire

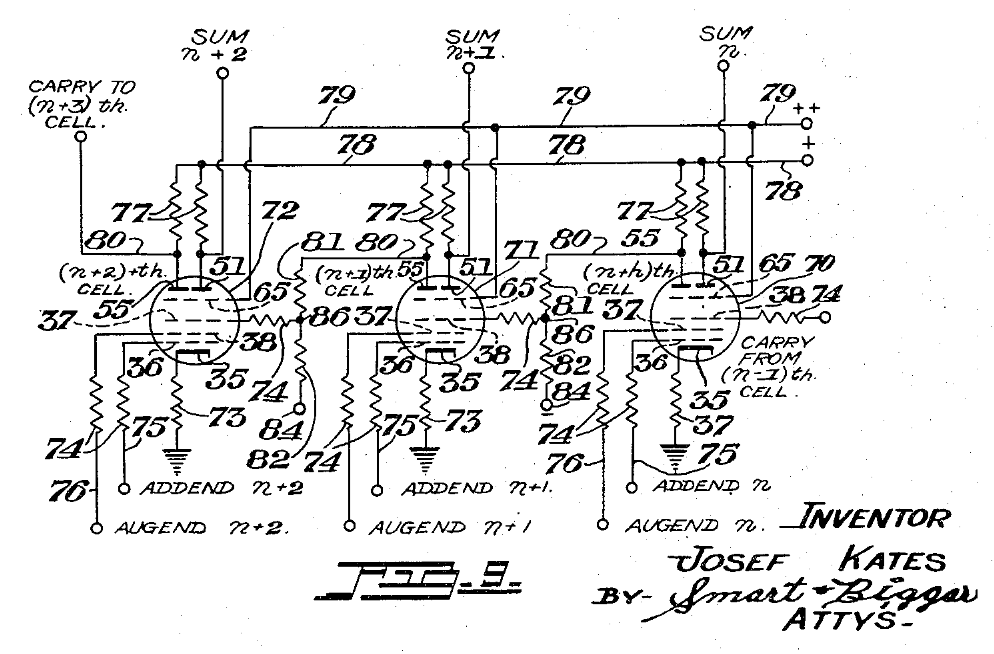
Schéma issu du brevet déposé en 1951 pour le tube Additron, que Kates obtient tardivement en 1957.

Pendant la Seconde Guerre mondiale, Josef Kates travaille pour la société Rogers Majestic pour qui il conçoit et fabrique des tubes de radar. À la fin du conflit, il reprend ses études à l'Université de Toronto tout en continuant de travailler pour Rogers Majestic, qui est alors rachetée par Royal Philips Electronics. Avec l'équipe d'ingénieurs du centre informatique naissant de l'université, il participe au développement du premier ordinateur fonctionnel de l'histoire, l'UTEC. En parallèle, il développe un tube électronique miniature évolué, le tube Additron, pour lequel il dépose une demande de brevet en 1951,,.
Rogers Majestic pousse alors Kates à créer une machine destiné à promouvoir le tube Additron auprès d'éventuels acheteurs. Avec l'aide d'un de ses collègues, il fabrique donc un ordinateur spécialisé qui intègre son invention,. Kates déclare : « Sur l'UTEC, on jouait à des jeux, j'ai donc dit « regardez, nous pourrions construire une machine de jeu » [...] Pratiquement tout le monde connait le tic-tac-toe. J'ai pensé que cela ferait une belle démonstration ». Le projet est entièrement financé par Rogers Majestic. Le développement dure presque un an et se termine juste avant la présentation officielle du jeu. L'ordinateur fait quatre mètres de haut et ne permet que de jouer au tic-tac-toe. Il est installé dans l'immeuble Electrical and Engineering Building et est présenté au public à l'occasion de l'Exposition nationale canadienne à Toronto du 25 août au 9 septembre 1950. Il est baptisé Bertie the Brain et sous-titré The Electronic Wonder by Rogers Majestic,.

« Ce fut un succès beaucoup plus grand que ce que nous avions imaginé. [...] Il y avait toujours du monde qui l'entourait et faisait la queue pour jouer. »

— Josef Kates.

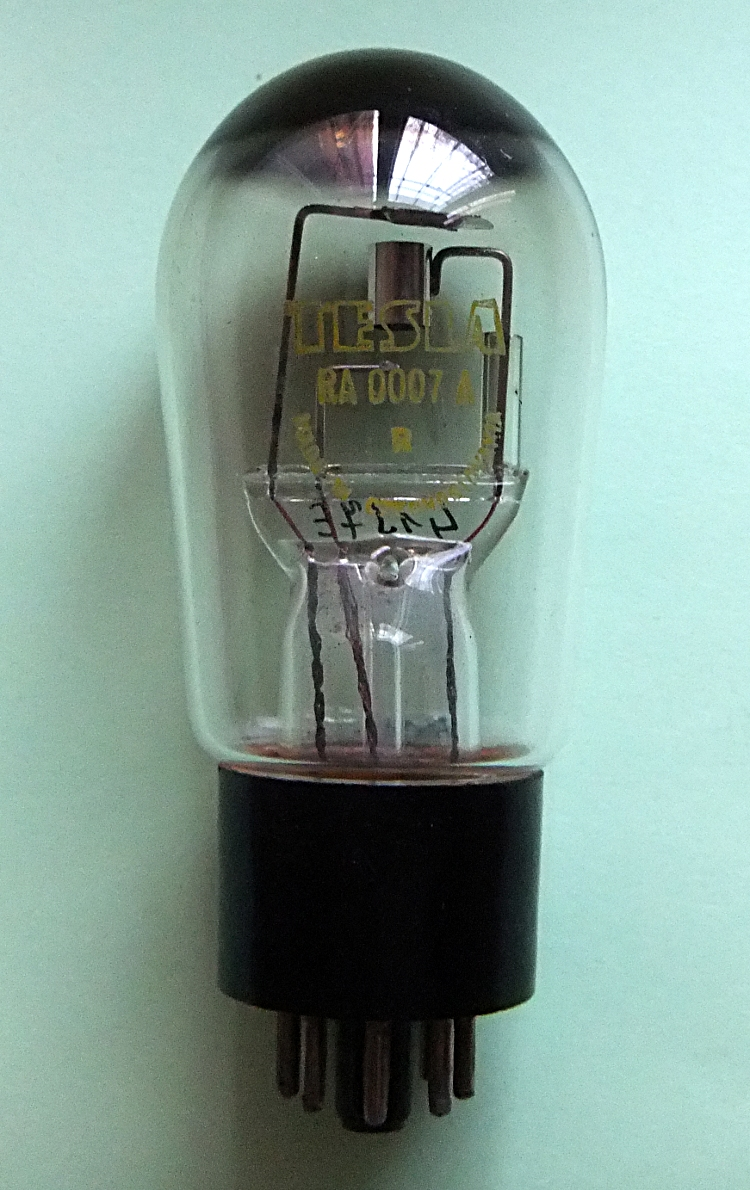
Tube électronique. Le but initial de Bertie the Brain est de promouvoir le tube Additron, un tube électronique inventé par Josef Kates.

Pendant les deux semaines de l'exhibition, le jeu rencontre un certain succès. Kates reste autant que possible à côté de la machine afin d'ajuster la difficulté du jeu selon que le joueur est un enfant ou un adulte. Bertie se révèle pratiquement imbattable lorsque la difficulté est réglée au plus haut. Lors de l'exposition, le comédien Danny Kaye, célèbre dans les années 1940 grâce aux films La Vie secrète de Walter Mitty et Le Laitier de Brooklyn, est photographié pour le magazine Life alors qu'il gagne contre l'ordinateur. Pour cela, plusieurs tentatives lui sont nécessaires et Kates doit réduire le niveau de difficulté du jeu.

## Système de jeu
Bertie the Brain est un jeu de tic-tac-toe sur ordinateur. Il est composé d'un grand panneau vertical qui affiche la partie, situé en hauteur, et d'un panneau de contrôle, plus petit et légèrement incliné, qui permet au joueur de sélectionner la position de son prochain coup. L'écran et le panneau de contrôle affichent la partie en cours sur une grille de trois lignes et trois colonnes, sur laquelle les coups précédents sont représentés par des signes lumineux : une croix pour les coups de l'ordinateur et un rond pour les coups du joueur. Une fois que le joueur a placé son coup sur la grille grâce au panneau de contrôle, l'ordinateur joue à son tour, presque instantanément. Un panneau situé à droite de l'écran indique qui doit jouer (Electronic Brain (« cerveau électronique ») ou Human Brain (« cerveau humain »)) et le symbole correspondant, croix ou rond ; lorsque la partie est terminée, « Win » est affiché sous le nom du gagnant,. La difficulté du jeu est ajustable.

## Postérité

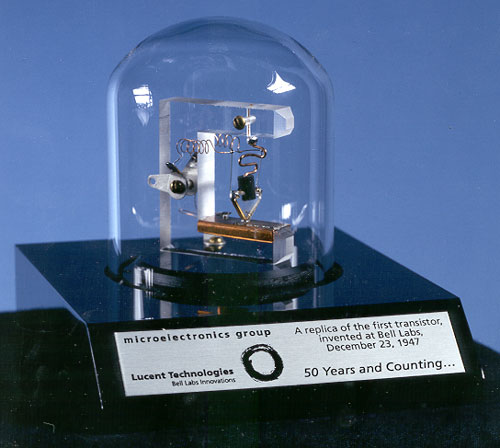
Les transistors connaissent un essor formidable au début des années 1950, ce qui rend obsolète et remplace les tubes électroniques.

Après l'exposition, Bertie the Brain est démonté, tombe dans l'oubli et reste considéré comme une simple curiosité. Josef Kates travaille à l'époque sur tellement de projets qu'il n'a en effet pas le temps de s'occuper de sa préservation, malgré son importance historique. Bien qu'il soit le premier jeu sur ordinateur, précédé uniquement par des programmes d'échecs théoriques, et qu'il soit mis en lumière par un article du magazine Life, le jeu est largement oublié, notamment par les ouvrages traitant de l'histoire du jeu vidéo. De plus, Bertie ne remplit pas son objectif initial, promouvoir le tube Additron, et reste la seule application de cette technologie. Son développement dure en effet un an et se termine trop tard pour que la technologie des tubes Additron soit intégré dans l'UTEC.
Bien que certaines entreprises expriment leur intérêt pour le tube Additron auprès de Josef Kates et de Rogers Majestic, des problèmes retardent l'obtention du brevet pour cette technologie jusqu'en 1955, sauf au Canada. Il est ainsi breveté en mars 1957 aux États-Unis, soit près de six ans après son invention,. Au cours de cette période, la recherche sur les tubes électroniques et leurs utilisations déclinent fortement avec l'arrivée sur le marché des transistors, qui sont beaucoup plus performant. Le développement d'une nouvelle version de Bertie the Brain ou d'une machine similaire n'a donc que peu d'intérêt. Le tube électronique ne tarde pas à être obsolète, ce qui fait dire à Kates : « si la révolution du solid-state était survenue dix ans plus tard, je serais milliardaire [et] tout le monde aurait utilisé des tubes Additron à la place de ces gros circuits ». Par la suite, Josef Kates fait une carrière remarquable dans l'ingénierie canadienne et ne travaille plus jamais sur des tubes électroniques ou des jeux sur ordinateur,.
Bertie the Brain est considéré par des spécialistes de l’histoire du jeu vidéo comme un prétendant légitime au titre de premier jeu vidéo de l'histoire. En effet, le Cathode-ray tube amusement device, qui voit le jour en 1947, propose un affichage purement analogique et ne fonctionne pas sur ordinateur, ce qui lui vaut d’être considéré comme le plus ancien jeu électronique interactif plutôt que comme un jeu vidéo. De la même manière, les programmes d’échecs d'Alan Turing et Dietrich Prinz pour l'ordinateur Ferranti Mark I ne disposent pas de graphismes et ne sont donc pas considérés comme des jeux vidéo. Bertie est donc le premier jeu sur ordinateur à proposer un affichage visuel,,. Il utilise cependant un système d'ampoules plutôt qu'un écran, ce qui ne lui permet pas d'afficher des graphismes en temps réel et l'exclut donc de certaines définitions du jeu vidéo. Un autre jeu sur ordinateur dédié, baptisé Nimrod, est créé en 1951 et permet de jouer au jeu de Nim. Il faut cependant attendre 1952 et la création du jeu de tic-tac-toe OXO et du programme de dames de Christopher Strachey pour voir apparaître les premiers jeux sur ordinateur affichant des graphismes sur un écran électronique plutôt que par l’intermédiaire de l'allumage d'ampoules,,.